# Särkijärvi (sjö i Finland, Södra Österbotten, lat 63,38, long 23,30)
Särkijärvi är en sjö i Finland. Den ligger i kommunen Evijärvi i landskapet Södra Österbotten, i den centrala delen av landet, 400 km norr om huvudstaden Helsingfors. Särkijärvi ligger 59,9 meter över havet. Arean är 50,4 hektar och strandlinjen är 3,69 kilometer lång. Sjön  ingår i Purmo å huvudavrinningsområde.   I omgivningarna runt Särkijärvi växer i huvudsak blandskog.